# Paramelomys
Paramelomys is een geslacht van knaagdieren uit de muizen en ratten van de Oude Wereld dat voorkomt op Nieuw-Guinea. Het geslacht is door Rümmler oorspronkelijk beschreven als een ondergeslacht van Melomys, maar Menzies (1996) plaatste het in een apart geslacht. Hoewel Paramelomys in Nieuw-Guinea veel meer voorkomt van Melomys, heeft Melomys meer soorten in Australië en de eilanden rondom Nieuw-Guinea, terwijl Paramelomys nauwelijks buiten Nieuw-Guinea voorkomt.
De achtervoeten zijn lang en smal. De eerste teen aan de achtervoet is kort. De staart is van boven donker en van onder lichter. De schubben zijn plat en bevatten 1 of 3 haren. De schedel is langer, smaller en platter dan bij Melomys. De buikvacht is grijsachtig en nooit wit. Vrouwtjes hebben 0+2=4 mammae.
Er zijn negen soorten, verdeeld in drie groepen:
- Soorten met drie haren per staartschub:
  - Paramelomys gressitti
  - Paramelomys lorentzii
  - Paramelomys moncktoni
- Grote soorten met één haar per staartschub:
  - Paramelomys platyops
  - Paramelomys rubex
  - Paramelomys steini
- Kleine soorten met één haar per staartschub:
  - Paramelomys levipes
  - Paramelomys mollis
  - Paramelomys naso

Op Biak komt een onbeschreven soort voor, verwant aan P. platyops.